# Alona Aleksiejewa
Alona Aleksiejewa, ros. Алёна Алексеева (ur. 8 marca 1989 w Nowosybirsku) – była rosyjska pływaczka, specjalizująca się głównie w stylu klasycznym.
Srebrna i brązowa medalistka mistrzostw Europy z Eindhoven. Mistrzyni Europy na krótkim basenie z Rijeki na 200 m stylem klasycznym. Brązowa medalistka Uniwersjady z Belgradu na dystansie 200 m stylem klasycznym.
W 2010 roku zakończyła karierę sportową.